# Jardins d'Ernest Lluch
Els Jardins d'Ernest Lluch és un indret situat al districte de Les Corts, al barri La Maternitat i Sant Ramon de la ciutat de Barcelona, on el polític socialista Ernest Lluch residia.
Es van inaugurar el dissabte 3 de març de 2007 a la confluència de les avingudes de Xile i de Sant Ramoon, al carrer Cardenal Reig nº 21, gràcies a la iniciativa i insistència dels veïns del barri, que des del primer moment ja van penjar una placa amb el seu nom.
La Fundació Ernest Lluch i unes 150 persones van participar en la descoberta de la placa en els jardins Ernest Lluch. L'acte va comptar amb la presència d'una de les filles de Lluch i de l'alcalde de Barcelona Jordi Hereu.